# Uppsala General Catalogue

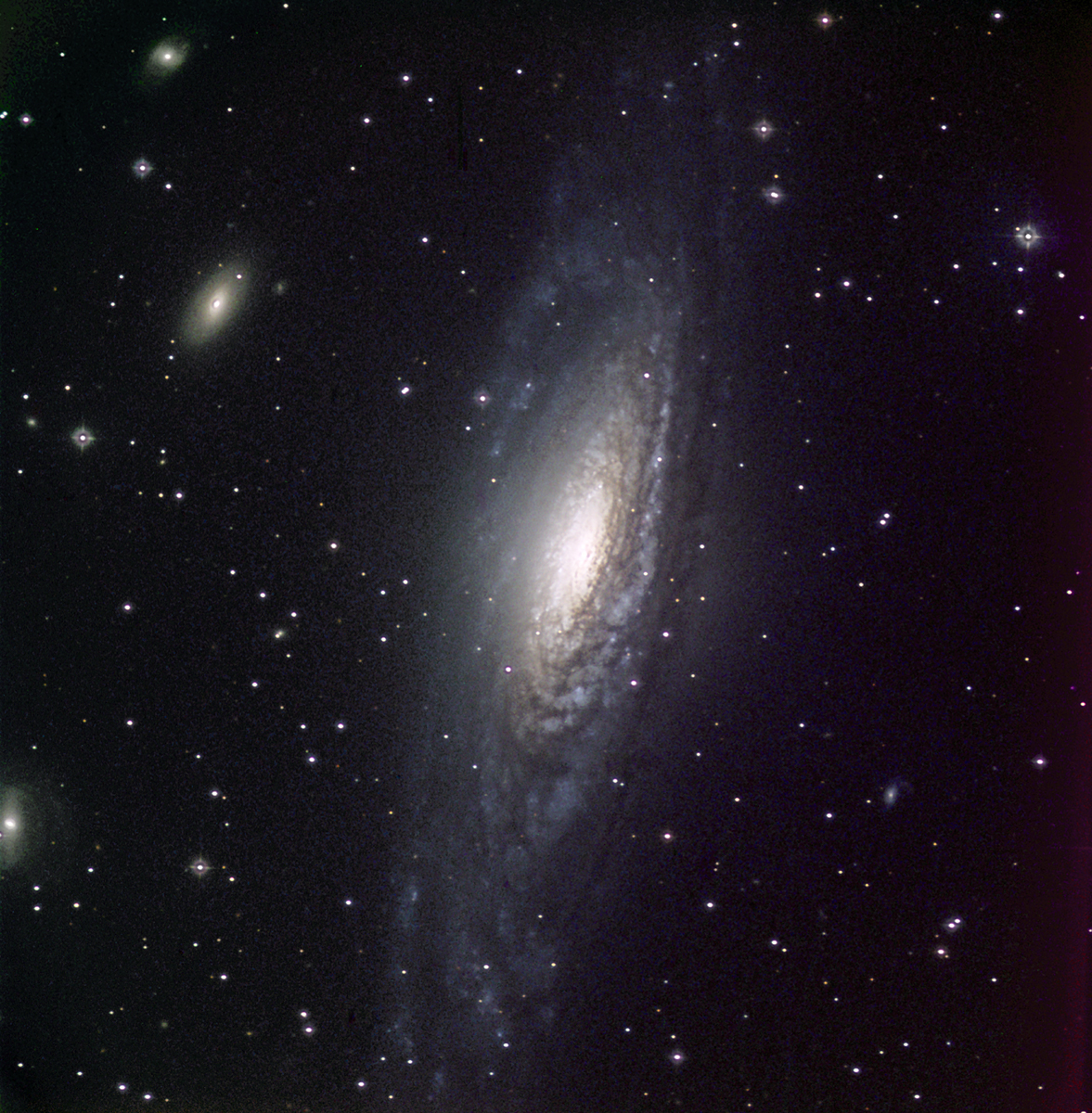
UGC 12113, galaxia spirală din constelația Pegas, una dintre galaxiile catalogate de UGC.

Uppsala General Catalogue of Galaxies (UGC) este un catalog de galaxii care recenzează cam 12.921 de galaxii vizibile în emisfera nordică.
Catalogul cuprinde cvasitotalitatea galaxiilor situate la nord de declinația -02°30', până la un diametru limită de 1,0 minut de arc sau o magnitudine aparentă limită de 14,5. Principala sursă a datelor este constituită din calchierea Palomar Observatory Sky Survey (POSS) al Observatorului de pe Muntele Palomar. Catalogul cuprinde și galaxiile cu diametrul inferior 1,0 minut de arc, dar având magnitudinea aparentă mai mare decât 14,5 din Catalogue of Galaxies and of Clusters of Galaxies (CGCG). 
Catalogul conține descrierea galaxiilor și mediului lor înconjurător, plus clasamentul lor în sistemele obișnuite  și poziția unghiulară pentru galaxiile aplatizate. Diametrele galaxiilor sunt precizat, iar clasamentele și descrierile sun furnizate în modul de a oferi cât mai bine aspectul galaxiilor pe calcuri. Precizia coordonatelor este chiar aceea care este cerută pentru nevoile de identificare.

## Adaos
Există un adaos la catalog numit Uppsala General Catalogue Addendum și care este prescurtat în UGCA.